# Liste des comtes et vicomtes de Corbeil
Le comté de Corbeil est un ancien comté de France, nommé d'après la ville de Corbeil, sa capitale située en Île-de-France à la confluence de l'Essonne et de la Seine, à 34 km en amont de Paris dont elle gardait l'accès par le sud. Il dépendait du comté de Paris, et a été créé par Hugues Le Grand en 946, à l'occasion du mariage de Haimon ou Aimon (ca 930 - ca 957) avec Elisabeth Le Riche, fille de Lisiard Le Riche, qui le reçurent en apanage. Il n'y eut que huit comtes de Corbeil au total, après lesquels des vicomtes furent de nouveau institués.

## Les comtes de Corbeil
- Haymon de Corbeil (mort le 23 mai 957 lors d'un pèlerinage à Rome), fils d'Osmond le Danois[Note 1]. Haimon est investi du comté de Corbeil et de la seigneurie de Gournay-sur-Marne par Hugues le Grand, duc des Francs, lors de son mariage avec Élisabeth Le Riche dite Élisabeth de Melun, vers 947[2].
- Bouchard Ier de Vendôme (mort le 26 février 1007), fils de Bouchard Ratepilate comte de Vendôme et ami d’enfance d’Hugues Capet. Il devient comte de Vendôme à la mort de son père vers 970, et est investi des comtés de Corbeil et de Melun par Hugues Capet en épousant Elisabeth Le Riche, comtesse de Corbeil, avant 973[2].
- Mauger le Jeune de Normandie (c.963 – 1040), Comte de Mortain, fils naturel de Richard Ier Sans Peur de Normandie et de Gunnor. Il devient comte de Corbeil [3] par son union avec Germaine de Corbeil, la fille d'Aubert de Corbeil, qui serait suivant les généalogies le frère, le fils ou encore le neveu d'Haymon de Corbeil[4].
- Guillaume de Corbeil, appelé Werleng, Werlong, Guerland ou Guerlenc (Le Prudent ?) par les Normands (c.998/1000 – après le 27/5/1067)
- Renaud ou Regnault de Corbeil (vers 1020-dès 1071), fils du précédent, un favori de Philippe 1er. (cité en 1066)
- Bouchard II de (Montmorency-)Corbeil (?-après 1071). Une charte de 1071 indique une donation par lui faite aux chanoines du cloître de Saint-Spire, qu'il a fondé[5]. Il est le premier époux d'Alix (ou Alésie ou Adélaïde) de Crécy (morte un 24 septembre ou 12 octobre après 1104), fille de Hilduin III, comte de Montdidier, avec qui il a deux enfants : Eudes et Adélaïde de Corbeil. Bouchard II est tué par Étienne comte de Blois dans une guerre contre Philippe Ier. Veuve, Alix de Crécy se remarie avec Guy le Roux, comte de Montlhéry et arrière-petit-fils de Thibault dit File-Étoupe[6].
- Eudes de Corbeil (?-1112), fils du précédent. Il hérite du comté de Corbeil vers 1077 ou 1078.
- Hugues III, seigneur du Puiset, comte de Corbeil, vicomte de Chartres (?-1132), neveu du précédent. Il est fils de Adèle de Corbeil, donc petit-fils de Bouchard II de Corbeil, comte de Corbeil. Il hérite de son oncle Eudes III, mais doit abandonner Corbeil au Roi en échange de sa grâce.

### Vicomtes de Corbeil

#### Famille de Chatillon-Corbeil
- Robert ~1020
- Bégon (son fils), épouse en 1056 Hersende Dame d'Antony
- Gaudri (son fils), épouse ~1095 Erembourg Le Riche (du Donjon-Corbeil)
- Gilbert I (son petit fils), épouse Mabile